# Aeroportul Mekambo
Aeroportul Mekambo (IATA: MKB, ICAO: FOOE) este un aeroport din Gabon ce deservește zona Mékambo⁠(d). A fost numit după zona deservită.
Situat la o altitudine de 514 m, aeroportul dispune de o singură pistă.